# John Pickering (Linguist)

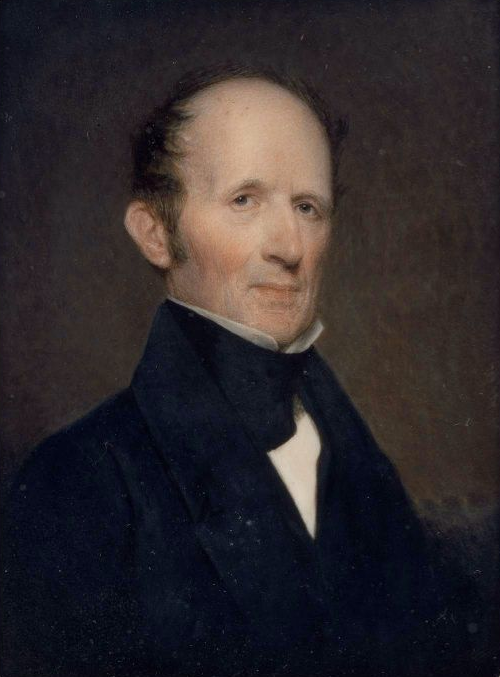
John Pickering, Gemälde von Alvan Clark (ca. 1840)

John Pickering (* 7. Februar 1777 in Salem, Massachusetts; † 5. Mai 1846 in Boston, Massachusetts) war ein US-amerikanischer Jurist, Politiker und Linguist. Er gilt als Begründer der vergleichenden Sprachwissenschaft in den Vereinigten Staaten.

## Leben und Wirken
John Pickering war ein Sohn des Politikers und späteren US-Außenministers Timothy Pickering (1745–1829). Er studierte an der Harvard University (Abschluss 1796) und studierte anschließend bei Edward Tilghman in Philadelphia, Pennsylvania, Jura. Pickering arbeitete ab 1797 als Sekretär für den amerikanischen Botschafter in Portugal, William L. Smith, dann von 1799 bis 1801 für den amerikanischen Botschafter im Königreich Großbritannien, Rufus King.
1801 kehrte Pickering in die Vereinigten Staaten zurück und wurde als Anwalt in Salem, Massachusetts, zugelassen. 1827 zog er nach Boston und war von 1829 bis 1846 Justiziar der Stadt (City Solicitor). Er gehörte sowohl dem Senat als auch dem Repräsentantenhaus von Massachusetts und dem Executive Council of Massachusetts an. Von 1818 bis 1824 war er Mitglied des Aufsichtsrats (Board of Overseers) der Harvard University, 1833 einer Kommission zur Reform des Staatswesens von Massachusetts.
Neben seiner anwaltlichen und politischen Tätigkeit befasste sich Pickering intensiv mit Philologie. Er galt als Experte für zahlreiche Sprachen: neben Altgriechisch und Latein für fast alle modernen Sprachen Europas, aber auch für verschiedene asiatische Sprachen und Schriften sowie die Indianersprachen Amerikas und für polynesische Sprachen. Er veröffentlichte unter anderem ein Wörterbuch des amerikanischen Englisch, ein mehrfach aufgelegtes griechisch-englisches Wörterbuch, sowie zahlreiche linguistische und juristische Zeitschriftenbeiträge, unter anderem den Vorschlag einer vereinheitlichten Orthographie der Indianersprachen, was als Vorläufer eines phonetischen Alphabets gelten kann.
1806 lehnte Pickering eine Professur für hebräische Sprache an der Harvard University ab, später eine Professur für griechische Literatur in Harvard oder die Stellung des Provosts der University of Pennsylvania.
1810 wurde Pickering in die American Academy of Arts and Sciences gewählt, deren Präsident er von 1839 bis 1846 war, 1820 in die American Philosophical Society. Er hielt Ehrendoktorate des Bowdoin College (1822) und der Harvard University (1835). Nach ihm ist das Mineral Pickeringit benannt (Augustus A. Hayes, 1844).
John Pickering war mit Sarah White verheiratet, mit der er drei Kinder hatte. Sein Grab befindet sich auf dem Broad Street Cemetery in Salem.